# Metrichia fontismoreaui
Metrichia fontismoreaui är en nattsländeart som först beskrevs av Lazar Botosaneanu 1991.  Metrichia fontismoreaui ingår i släktet Metrichia och familjen smånattsländor. Inga underarter finns listade i Catalogue of Life.